# Unihockey-Weltmeisterschaft der Frauen 2013
Die 9. Unihockey-Weltmeisterschaft der Frauen wurde vom 7. bis 15. Dezember 2013 in Brünn und Ostrava, in Tschechien, ausgetragen. Weltmeister wurde Schweden durch ein 5:1 im Finale über Finnland. Die Weltmeisterschaften wurden von insgesamt 43'807 Zuschauern mitverfolgt, was einen neuen Rekord darstellte.

## Qualifikation und Gruppeneinteilung
- Siehe auch: Unihockey-Weltmeisterschaft der Frauen 2013/Qualifikation

Die besten fünf Mannschaften der Weltmeisterschaft 2011 waren direkt für die Weltmeisterschaft 2013 qualifiziert. Die restlichen Plätze wurden über Qualifikationsturniere Anfang des Jahres 2013 vergeben.
Die qualifizierten Teams wurden nach ihrer Weltranglistenposition nach der Weltmeisterschaft 2011 in die Gruppen eingeteilt. Die besten acht Teams wurden den Gruppen A und B zugeordnet, die restlichen acht den Gruppen C und D.
| Gruppe A      | Gruppe B        | Gruppe C         | Gruppe D          |
| ------------- | --------------- | ---------------- | ----------------- |
| Schweden (1.) | Schweiz (3.)    | Ungarn (12.)     | Dänemark (9.)     |
| Finnland (2.) | Tschechien (4.) | Australien (13.) | Deutschland (11.) |
| Polen (7.)    | Norwegen (5.)   | Slowakei (15.)   | Japan (18.)       |
| Russland (8.) | Lettland (6.)   | Südkorea (23.)   | Kanada (19.)      |

## Gruppenspiele

### Gruppe A
| Land     | Sp | S | U | N | +  | -  | Pkt |
| -------- | -- | - | - | - | -- | -- | --- |
| Schweden | 3  | 3 | 0 | 0 | 45 | 3  | 6   |
| Finnland | 3  | 2 | 0 | 1 | 20 | 11 | 4   |
| Polen    | 3  | 1 | 0 | 2 | 8  | 28 | 2   |
| Russland | 3  | 0 | 0 | 3 | 5  | 36 | 0   |

| 7. Dezember 2013 11:00 Uhr | Polen    | 6:3 (1:0, 1:2, 4:1)  | Russland | Vodova Aréna A, Brünn Zuschauer: 325  |
| 7. Dezember 2013 14:00 Uhr | Schweden | 8:2 (0:0, 5:0, 3:2)  | Finnland | Vodova Aréna A, Brünn Zuschauer: 1040 |
| 8. Dezember 2013 11:00 Uhr | Polen    | 0:16 (0:4, 0:7, 0:5) | Schweden | Vodova Aréna A, Brünn Zuschauer: 372  |
| 8. Dezember 2013 14:00 Uhr | Russland | 1:9 (0:3, 1:3, 0:3)  | Finnland | Vodova Aréna A, Brünn Zuschauer: 486  |
| 9. Dezember 2013 11:00 Uhr | Russland | 1:21 (1:7, 0:6, 0:8) | Schweden | Vodova Aréna A, Brünn Zuschauer: 1092 |
| 9. Dezember 2013 14:00 Uhr | Finnland | 9:2 (1:0, 2:1, 6:1)  | Polen    | Vodova Aréna A, Brünn Zuschauer: 367  |

### Gruppe B
| Land       | Sp | S | U | N | +  | -  | Pkt |
| ---------- | -- | - | - | - | -- | -- | --- |
| Schweiz    | 3  | 3 | 0 | 0 | 14 | 5  | 6   |
| Tschechien | 3  | 2 | 0 | 1 | 19 | 4  | 4   |
| Norwegen   | 3  | 1 | 0 | 2 | 11 | 12 | 2   |
| Lettland   | 3  | 0 | 0 | 3 | 2  | 25 | 0   |

| 7. Dezember 2013 17:00 Uhr | Tschechien | 6:1 (1:0, 3:1, 2:0)  | Norwegen   | Vodova Aréna A, Brünn Zuschauer: 2435 |
| 7. Dezember 2013 20:00 Uhr | Schweiz    | 6:1 (1:0, 2:1, 3:0)  | Lettland   | Vodova Aréna A, Brünn Zuschauer: 294  |
| 8. Dezember 2013 17:00 Uhr | Tschechien | 1:2 (1:1, 0:0, 0:1)  | Schweiz    | Vodova Aréna A, Brünn Zuschauer: 2528 |
| 8. Dezember 2013 20:00 Uhr | Norwegen   | 7:0 (5:0, 1:0, 1:0)  | Lettland   | Vodova Aréna A, Brünn Zuschauer: 267  |
| 9. Dezember 2013 14:00 Uhr | Norwegen   | 3:6 (2:1, 0:2, 1:3)  | Schweiz    | Vodova Aréna A, Brünn Zuschauer: 364  |
| 9. Dezember 2013 20:00 Uhr | Lettland   | 1:12 (0:7, 1:2, 0:3) | Tschechien | Vodova Aréna A, Brünn Zuschauer: 1572 |

### Gruppe C
| Land       | Sp | S | U | N | +  | -  | Pkt |
| ---------- | -- | - | - | - | -- | -- | --- |
| Slowakei   | 3  | 3 | 0 | 0 | 31 | 3  | 6   |
| Australien | 3  | 2 | 0 | 1 | 21 | 15 | 4   |
| Ungarn     | 3  | 1 | 0 | 2 | 24 | 24 | 2   |
| Südkorea   | 3  | 0 | 0 | 3 | 4  | 38 | 0   |

| 7. Dezember 2013 13:00 Uhr | Australien | 10:7 (4:0, 4:2, 2:5) | Ungarn     | Vodova Aréna B, Brünn Zuschauer: 275 |
| 7. Dezember 2013 19:00 Uhr | Südkorea   | 0:13 (0:5, 0:4, 0:4) | Slowakei   | Vodova Aréna B, Brünn Zuschauer: 398 |
| 8. Dezember 2013 13:00 Uhr | Ungarn     | 1:11 (1:3, 0:6, 0:2) | Slowakei   | Vodova Aréna B, Brünn Zuschauer: 381 |
| 8. Dezember 2013 16:00 Uhr | Australien | 9:1 (2:0, 3:1, 4:0)  | Südkorea   | Vodova Aréna B, Brünn Zuschauer: 335 |
| 9. Dezember 2013 10:00 Uhr | Slowakei   | 7:2 (4:1, 2:1, 1:0)  | Australien | Vodova Aréna B, Brünn Zuschauer: 731 |
| 9. Dezember 2013 19:00 Uhr | Ungarn     | 16:3 (5:2, 6:1, 5:1) | Südkorea   | Vodova Aréna B, Brünn Zuschauer: 178 |

### Gruppe D
| Land        | Sp | S | U | N | +  | -  | Pkt |
| ----------- | -- | - | - | - | -- | -- | --- |
| Deutschland | 3  | 3 | 0 | 0 | 23 | 5  | 6   |
| Dänemark    | 3  | 2 | 0 | 1 | 25 | 7  | 4   |
| Kanada      | 3  | 1 | 0 | 2 | 7  | 29 | 2   |
| Japan       | 3  | 0 | 0 | 3 | 8  | 22 | 0   |

| 7. Dezember 2013 10:00 Uhr | Japan       | 2:11 (1:4, 0:1, 1:6) | Dänemark    | Vodova Aréna B, Brünn Zuschauer: 173 |
| 7. Dezember 2013 16:00 Uhr | Deutschland | 14:0 (7:0, 4:0, 3:0) | Kanada      | Vodova Aréna B, Brünn Zuschauer: 407 |
| 8. Dezember 2013 10:00 Uhr | Japan       | 3:6 (2:4, 0:1, 0:1)  | Deutschland | Vodova Aréna B, Brünn Zuschauer: 181 |
| 8. Dezember 2013 19:00 Uhr | Dänemark    | 12:2 (5:1, 3:0, 4:1) | Kanada      | Vodova Aréna B, Brünn Zuschauer: 218 |
| 9. Dezember 2013 13:00 Uhr | Kanada      | 5:3 (2:0, 2:1, 1:2)  | Japan       | Vodova Aréna B, Brünn Zuschauer: 185 |
| 9. Dezember 2013 16:00 Uhr | Dänemark    | 2:3 (0:0, 1:2, 1:1)  | Deutschland | Vodova Aréna B, Brünn Zuschauer: 188 |

## Platzierungsspiele 13 – 16
| 11. Dezember 2013 16:00 Uhr | Kanada | 11:0 (5:0, 2:0, 4:0) | Südkorea | ČEZ Aréna B, Ostrava Zuschauer: 118 |
| 11. Dezember 2013 19:00 Uhr | Ungarn | 5:3 (3:2, 0:1, 2:0)  | Japan    | ČEZ Aréna B, Ostrava Zuschauer: 132 |

### Spiel um Platz 15
| 12. Dezember 2013 16:00 Uhr | Südkorea | 1:5 (1:3, 0:2, 0:2) | Japan | ČEZ Aréna B, Ostrava Zuschauer: 135 |

### Spiel um Platz 13
| 12. Dezember 2013 19:00 Uhr | Kanada | 6:5 n. V. (2:2, 3:1, 0:2, 1:0) | Ungarn | ČEZ Aréna B, Ostrava Zuschauer: 131 |

## Platzierungsspiele 9 – 12
| 12. Dezember 2013 9:00 Uhr  | Australien | 4:11 (1:2, 1:6, 2:3)           | Russland | ČEZ Aréna A, Ostrava Zuschauer: 1317 |
| 12. Dezember 2013 12:00 Uhr | Dänemark   | 3:4 n. V. (1:3, 0:0, 2:0, 0:1) | Slowakei | ČEZ Aréna A, Ostrava Zuschauer: 971  |

### Spiel um Platz 11
| 13. Dezember 2013 9:00 Uhr | Australien | 4:9 (1:2, 2:3 1:4) | Dänemark | ČEZ Aréna A, Ostrava Zuschauer: 2047 |

### Spiel um Platz 9
| 13. Dezember 2013 12:00 Uhr | Russland | 4:6 (0:2, 1:2, 3:2) | Slowakei | ČEZ Aréna A, Ostrava Zuschauer: 1226 |

## Platzierungsspiele 5 – 8
| 13. Dezember 2013 17:00 Uhr | Lettland    | 9:0 (3:0, 4:0, 2:0) | Polen    | ČEZ Aréna A, Ostrava Zuschauer: 338 |
| 13. Dezember 2013 20:00 Uhr | Deutschland | 1:7 (0:1, 1:1, 0:5) | Norwegen | ČEZ Aréna A, Ostrava Zuschauer: 367 |

### Spiel um Platz 7
| 14. Dezember 2013 11:00 Uhr | Polen | 3:1 (2:1, 0:0, 1:0) | Deutschland | ČEZ Aréna A, Ostrava Zuschauer: 379 |

### Spiel um Platz 5
| 15. Dezember 2013 9:30 Uhr | Lettland | 4:3 n. P. (0:2, 1:1, 2:0, 1:0) | Norwegen | ČEZ Aréna A, Ostrava Zuschauer: 531 |

## Finalrunde

### Playoff-Runde
| 10. Dezember 2013 9:00 Uhr  | Russland | 1:2 (0:0, 0:0, 1:2) | Deutschland | Vodova Aréna A, Brünn Zuschauer: 612 |
| 10. Dezember 2013 12:00 Uhr | Polen    | 7:4 (3:3, 2:1, 2:0) | Dänemark    | Vodova Aréna A, Brünn Zuschauer: 567 |
| 10. Dezember 2013 15:00 Uhr | Norwegen | 7:3 (2:1, 3:1, 2:1) | Australien  | Vodova Aréna A, Brünn Zuschauer: 221 |
| 10. Dezember 2013 18:00 Uhr | Lettland | 4:3 (0:0, 1:1, 3:2) | Slowakei    | Vodova Aréna A, Brünn Zuschauer: 447 |

### Viertelfinale
| 11. Dezember 2013 17:00 Uhr | Finnland   | 5:2 (0:1, 2:0, 3:1)  | Norwegen    | ČEZ Aréna A, Ostrava Zuschauer: 345  |
| 11. Dezember 2013 20:00 Uhr | Schweden   | 12:2 (3:0, 5:0, 4:2) | Lettland    | ČEZ Aréna A, Ostrava Zuschauer: 446  |
| 12. Dezember 2013 17:00 Uhr | Tschechien | 10:1 (3:0, 4:0, 3:1) | Polen       | ČEZ Aréna A, Ostrava Zuschauer: 2747 |
| 12. Dezember 2013 20:00 Uhr | Schweiz    | 8:0 (2:0, 3:0, 3:0)  | Deutschland | ČEZ Aréna A, Ostrava Zuschauer: 456  |

### Halbfinale
| 14. Dezember 2013 14:00 Uhr | Schweiz  | 2:6 (1:0, 0:5, 1:1) | Finnland   | ČEZ Aréna A, Ostrava Zuschauer: 1872 |
| 14. Dezember 2013 17:00 Uhr | Schweden | 9:2 (2:0, 4:2, 3:0) | Tschechien | ČEZ Aréna A, Ostrava Zuschauer: 4694 |

### Spiel um Platz 3
| 15. Dezember 2013 12:30 Uhr | Schweiz | 4:3 n. P. (0:0, 2:0, 1:3, 1:0) | Tschechien | ČEZ Aréna A, Ostrava Zuschauer: 5021 |

### Finale
| 15. Dezember 2013 15:30 Uhr | Finnland | 1:5 (0:0, 0:2, 1:3) | Schweden | ČEZ Aréna A, Ostrava Zuschauer: 3895 |

## Abschlussplatzierungen
| Platz | Land        |
| ----- | ----------- |
| 1     | Schweden    |
| 2     | Finnland    |
| 3     | Schweiz     |
| 4     | Tschechien  |
| 5     | Lettland    |
| 6     | Norwegen    |
| 7     | Polen       |
| 8     | Deutschland |
| 9     | Slowakei    |
| 10    | Russland    |
| 11    | Dänemark    |
| 12    | Australien  |
| 13    | Kanada      |
| 14    | Ungarn      |
| 15    | Japan       |
| 16    | Südkorea    |